# A te hibád!
A te hibád! (Your Fault) a Született feleségek (Desperate Housewives) című amerikai filmsorozat tizenharmadik epizódja. Az Amerikai Egyesült Államokban először az ABC (American Broadcasting Company) adó sugározta 2005. január 23-án.

## Az epizód cselekménye
Rex Van De Kamp és az udvarló gyógyszerész viszonya egyre feszültebb lesz, mígnem a féltékeny férj azt tanácsolja a férfinak, hogy meneküljön Bree-től, amilyen gyorsan csak tud! Lynette-ékhez látogatóba érkezik a drága após, aki mindig mindent jobban csinál, majd menye rajtakapja őt egy barátnőjével hancúrozni. Lynette annyira felháborodik - fűszerezve anyósa iránti szeretettel -, hogy kirakja apósát az utcára. Később Tom nem lepődik meg eléggé a dolgon, így csakhamar ő is az utcán találja magát… John fel akarja adni az egyetemet, így szülei Gabrielle-t zsarolják meg azzal, hogy ha nem beszéli le erről a fiút, mindent kipakolnak Carlosnak. Gabrielle így kénytelen elmenni John kollégiumába, ahol a fiú váratlanul megkéri a kezét. Susan véglegesen eldönti, hogy Zech soha többet nem találkozhat Julie-val. Azonban a két fiatal megbeszél egy titkos találkát…

## Mellékszereplők
- Doug Savant - Tom Scavo
- Roger Bart - George Williams
- Mark Harelik - Bob Rowland
- Kathryn Harrold - Helen Rowland
- Karen Austin - Lois McDaniel
- Ryan O’Neal - Rodney Scavo
- Brent Kinsman - Preston Scav
- Shane Kinsman - Porter Scavo
- Zane Huett - Parker Scavo
- Ryan Carnes - Justin
- Rob Brownstein - Rex ügyvédje
- Bonnie Burroughs - Bree ügyvédje

## Mary Alice epizódzáró monológja
- A narrátor, Mary Alice monológja az epizód végén így hangzik (a magyar változat alapján):

„Előbb vagy utóbb eljön az az idő, amikor mindannyiunknak felelősségteljes felnőtté kell válnunk. És megtanulnunk lemondani a vágyainkról, hogy a helyes utat választhassuk. Egy életen át felelősségteljesnek lenni persze nem mindig könnyű feladat. És az évek múlásával ez a teher sokaknak már-már elviselhetetlenné válik. De azért igyekszünk helyesen cselekedni. Jót tenni. Nem csak magunkkal, de azokkal is, akiket szeretünk.
Igen. Előbb vagy utóbb mindannyiunknak felelősségteljes felnőtté kell válnunk. Senki sem tudja ezt olyan jól, mint a kamaszok.”

## Epizódcímek szerte a világban
- Angol: Your Fault (A te hibád!)
- Francia: Mon beau-père, mon mari et moi
- Német: Ertappt! (Megvagy!)
- Olasz: Colpa tua (A te hibád!)